# Reț, Hunedoara
Reț este un sat în comuna Blăjeni din județul Hunedoara, Transilvania, România.